# رايموند دونكان
رايموند دونكان (بالفرنسية: Raymond Duncan)‏ هو فيلسوف وشاعر فرنسي، ولد في 1 نوفمبر 1874 في سان فرانسيسكو في الولايات المتحدة، وتوفي في 14 أغسطس 1966 في كافالير سور مير ‏ في فرنسا.